# NGC 6888
NGC 6888 (również Mgławica Półksiężyc lub Mgławica Rożek) – mgławica emisyjna znajdująca się w konstelacji Łabędzia. Została odkryta 15 września 1792 roku przez Williama Herschela. Mgławica ta znajduje się w odległości około 4700 lat świetlnych od Słońca w ramieniu Oriona Drogi Mlecznej.
Mgławica NGC 6888 została uformowana przez znajdującą się w jej wnętrzu gwiazdę Wolfa-Rayeta WR 136. Gwiazda ta powstała jako nadzwyczaj jasny i gorący nadolbrzym typu O około 4,5 miliona lat temu. Mgławica zaczęła powstawać około 250 tysięcy lat temu, kiedy masywna gwiazda centralna wyewoluowała z fazy czerwonego karła w gwiazdę Wolfa-Rayeta. Proces ten doprowadził do zrzucania zewnętrznej powłoki przez silny wiatr gwiazdowy w tempie wyrzucania ilości materii równej masie Słońca w ciągu każdych 10 tysięcy lat. W ten sposób wiatr gwiazdowy uderzał w otaczający gaz pozostający po poprzedniej fazie, kompresując go w serie złożonych powłok oraz dodatkowo je jonizując poprzez ultrafioletowy strumień gwiazdy centralnej. Przypuszcza się, że gwiazda WR 136, będąca u kresu swojego istnienia, wybuchnie jako supernowa w ciągu najbliższego miliona lat.